# Гавриш Остап Іванович
Остап Іванович Гавриш (нар. 9 грудня 1951, м. Косів, Івано-Франківська область, УРСР) — український композитор, автор понад тисячі музичних творів, популярних пісень. Заслужений артист України (з 1996 р.). Народний артист України{2009}.

## Біографія
Народився 9 грудня 1951 року в Косові, де закінчив середню школу і школу мистецтв по класу акордеон, на якому грав та імпровізував з 1963 р.
Навчався у Львівському інституті фізичної культури та Івано-Франківському музучилищі імені Дениса Січинського, але навчання не закінчив.
Виступав у вокально-інструментальному ансамблі «Беркут» при Івано-Франківській філармонії. Першу пісню написав 1971 р. Написав ряд пісень на вірші поетів: Степана Галябарди — «Несу свій хрест», «На Україну повернусь», «Чумаки», «Моя любов - твоя журба», 'Тюльпанове дерево", " Стрілецький романс "«Серце тривожне у снах»; Володимира Григорака — «Вечорова пісня»; В. Стельмаха — «Отака історія» (до вистави «Маруся Чурай» Ліни Костенко, вперше виконаної у Канаді); косівчанина Василя Гостюка — «А липи цвітуть» і косівського журналіста Василя Глібчука — «Червона калино, скинь чорну хустину».
У 2006 році Київський ювелірний завод та Остап Гавриш презентували музичний фільм «Де смереки стрункі».
Пісні Остапа Гавриша звучали у виконанні Назарія Яремчука, Іво Бобула, Лілії Сандулесу,  Віталія та Світлани Білоножків, Павла Зіброва, Надії Шестак, Івана Мацялка, Алли Кобилянської, Ольги Добрянської,  Віктора Шпортька, Василя Зінкевича, Анжели Вербицької, Івана Красовського. Вагомий внесок у пропаганду пісень Остапа Гавриша робить і його дочка Мар'яна, вона виконує пісні батька ,,Гуцульський край", ,, А я Хрещатиком пройдусь", ,, Живиця", ,, Падає зірка",  ,,Блакитний блюз", ,,Станьмо разом", ,,Синевир", ,,Осінній пляж", ,,Несімо любов", ,,Сон", ,,Зазоріла любов", ,, Полонинське літо", ,,Томос", ,, Наш прапор", ,,Намолений храм", ,, Вернись в Україну, сопілко" та ін.
Живе постійно в Києві.
Остап Гавриш — композитор, народний артист України, автор відомих пісень, знаних і улюблених в Україні та за її межами. Перші твори композитора з'явилися на світ ще в 1971 році у виконанні рок-гурту «Гуцули» з Косова, в якому брав участь і сам автор.
З 1973 року твори Остапа Гавриша стали виконувати професійні колективи, серед яких гурт Івано-франківської обласної філармонії «Беркут» з піснями «Яблуневий цвіт» і «Чарівна калина» та гурт «Гудаки» з Ужгорода. З того часу пісні стали поширюватись по Україні.
Але загадкова смерть відомого композитора Володимира Івасюка, а за ним композитора Володимира Яцоли у 1979 році глибоко вразила Остапа Гавриша і його мовчання в музиці тривало до 1988. Проте талановитого композитора вже більше не можна було стримати і на світ з'являються твори, які пробуджують в серцях українців почуття гідності і поваги до себе. Такими піснями стають «Отака історія» (сл. Богдана Стельмаха) у виконанні автора та відомого співака Віталія Білоножка, а також «На Україну повернусь» (сл. Степана Галябарди), яка була присвячена 100-річчю першого поселення українців в Канаді, і яку заспівав Іво Бобул.
В той час в ефірі українського радіо і телебачення з'являються твори, в яких висвітлюються трагічні сторінки нашого народу: «Сохрани, Боже» — чорнобильська біда (сл. Степана Галябарди, вик. Віталій Білоножко) та «Чумаки». Поряд із піснями громадянського спрямування композитор дарує шанувальникам його творчості цілий ряд пісень, які по праву стають народними: «А липи цвітуть» (вик. Лілія Сандулеса, Іво Бобул), «Білий цвіт на калині», ,, Скажи мені, любове"(вик. Павло Зібров), «Там, де гори сині», «Квітка-чарівниця» (автор слів Вадим Крищенко), ,,Роксоляна", «Ніч кохання» (вик. гурт «Дзвони»), «Заметіль» (сл. Неоніли Стефурак), «Де смереки стрункі» (сл. Василя Гостюка) — вик. Василь Зінкевич, «На водопаді», «Грає листопад» — вик. Надія Шестак, «Несу свій хрест» , ,,Люби, кохай", ,,Хлопчику, хлопчечку", ,,О музико"— Лілія Сандулеса, ,,Блискавиця", ,,Несподіване кохання", ,,Прощання мить" - вик. А.Кобилянська, «Дві зорі» — Іван Мацялко. Новими барвами у піснях Остапа Гавриша проявляється талант Віталія Білоножка — «Білий острів» (сл. Неоніли Стефурак), «Живу у пісні» (сл. Надії Дички), «Почекай до літа», «Я дивлюся на тебе» (сл. Василя Гостюка), «Яблука падали» (сл. Степана Пушика, ), ,,Дні любові" та інші. Ці твори і багато інших стають переможцями та лауреатами найпрестижнішого в Україні фестивалю української сучасної музики «Пісенний вернісаж», «Пісня року».
Яскравою сторінкою у творчості Остапа Гавриша стала співпраця з улюбленим у народі співаком Назарієм Яремчуком. Їхня творча дружба почалася з 1 січня 1993 і тривала до останніх днів співака (червень, 1995). Вона вилилася у дев'ять творів (на десятій пісні життя обірвалося), які здобули широке визнання слухачів. Де б не виконувалися пісні, чи то у рідних Карпатах (звідки обоє родом, Назарій із Вижниці, де і був заснований ансамбль «Смерічка» Левком Дутківським; Остап із Косова) чи у східних областях України, пісні дивували гуцульським мелосом, українськими народними інтонаціями, своєю унікальною мелодійністю. Велика вдячність цим двом талановитим митцям стала справжньою окрасою української пісні. «Налий, шинкарочко», «Де смереки стрункі», «Там, за дорогами», «Забудеш», «Подаруй, кохана, цвіт», «Заграй, дударику», «Стрілецький романс», «Віхола», «Червона калино, скинь чорну хустину» і до сьогодні звучать в ефірі українського радіо і телебачення, нагадуючи про чудовий голос незабутнього Назарія Яремчука. Ці твори підтримала українська талановита молодь, яка з успіхом доносить до людей музику Остапа Гавриша.
Сам О.Гавриш виконує свої пісні ,,Вже опали меди", ,,Марічко, Маріє", ,,Гей, трембіто". Новою яскравою сторінкою пісенної творчості О.Гавриша стала його співпраця з талановитою землячкою поетесою Вікторією Бричковою ( Абу Кадум),  з якою написані пісні ,,Неподарований букет", ,,Ніч мені повтори", ,,До ре до", ,,Як перший невпевнено випаде сніг", ,,Вертатись безглуздо і каятись пізно", ,,Бережи його, Боже", ,,З тобою буде моя пісня".Багатогранна музика Остапа Гавриша привела його до духовної пісні, де до 2000-річчя народження Ісуса Христа у співавторстві з поетом Вадимом Крищенком був написаний мюзикл «Десять Божих заповідей» — «Хвала Всевишньому» у виконанні на той час молодими артистами. Було поставлено 60 концертів у різних куточках Прикарпаття, де зі сцен і сіл, і міст звучала пісня, натхненна Богом. На жаль, замало цих виступів, бо хотілося, щоб праця знайшла більш широкий резонанс у людей різного віросповідання, і є надія, що «Десять Божих заповідей» ще повернуться на велику сцену і на екрани телевізорів у всьому світі, адже при необхідній фінансовій підтримці композитор має намір відзняти музичний фільм, щоб слово Боже могло хвилювати мільйони людей.
Нині композитор Остап Гавриш працює над написанням нових творів, надалі співпрацює як і з відомими в Україні виконавцями, так і з молодими, а також особливі надії покладає на свою доньку Маріанну, яка має можливість стати відомою артисткою.
Великим акордом любові до рідної землі є музичний фільм «Де смереки стрункі», де його музика, яка написана на народних мотивах, переплітається у вінок життя і побуту жителів Карпат — гуцулів. Адже творчість композитора — невід'ємна складова частина гуцульського народного мистецтва.
Великим болем у серці відбився творчий доробок, коли три роки тому довелося виступати у Римі перед українцями-заробітчанами на свято Великодня, де були присутні 6—7 тис. українців. Перед композитором зі сцени перед собором св. Софії стояли здорові, працьовиті українські жінки і чоловіки, яких доля нещадно скарала у своїй Батьківщині, бо вони прагнули одного — забезпечити свої сім'ї належними умовами життя. І те все пережите відбилося у пісні на вірш поетеси і письменниці Марії Влад «Вітри», який був відзначений премією на «Коронації слова».
«Об'єднаймось, українці» — це пісня і вся його творча енергія, спрямовані на утвердження української нації у світі, щасливої долі українцям на земній кулі. І підтвердженням цього є проєкт «Від Говерли до Ай-Петрі», мета якого — об'єднання українців від заходу до сходу через призму української пісні, шляхом донесення творчого доробку композитора до жителів усіх регіонів України.
9 грудня 2012 Остап Гавриш започаткував Перший український проєкт «Музика і лід» — бенефіс Остапа Гавриша та льодове шоу театру Дмитра Дмитренка.